# Серійний номер

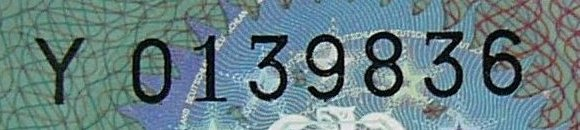
Серійний номер посвідчення

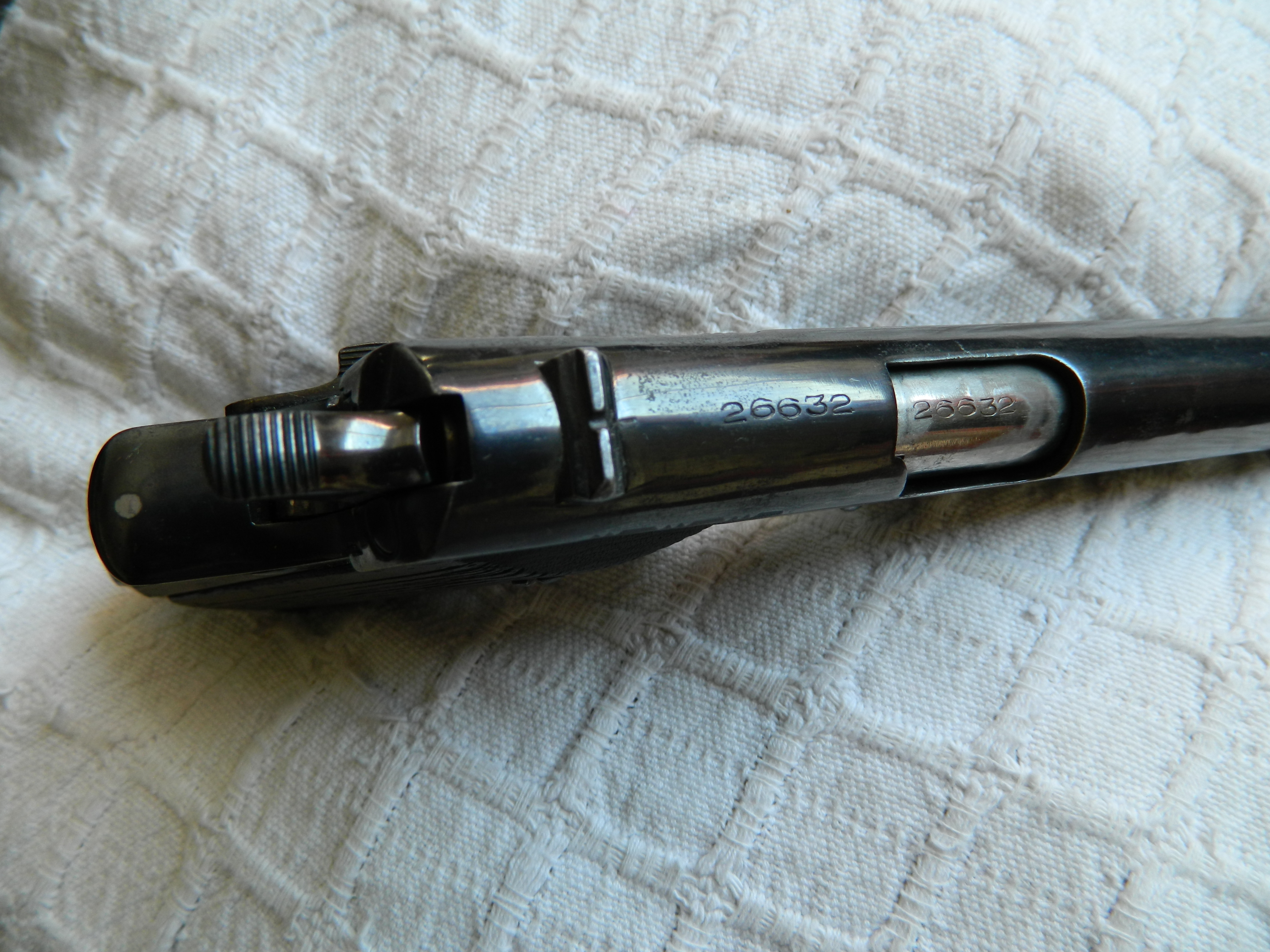
Серійний номер на напівавтоматичному пістолеті

Серійний номер (серійний номер виробника або MSN), це унікальний код, що присвоюється для ідентифікації окремого виробу. І хоча код може включати в себе і букви, проте він повинен закінчуватися цифрами, тому його прийнято називати «номер». Зазвичай, серійні номери виробничого циклу збільшуються на одну, або іншу фіксовану різницю, з одного підрозділу в наступний. Одиниці можуть бути виділені кількома буквено-цифровими кодами, однак, тільки один з них буде порядковим номером, інші називають номінальними цифрами, і можуть визначити частину, спеціальні встановлені параметри, та інше.

## Застосування серійних номерів
Серійні номери виступають в багатьох випадках ідентифікаторами продукту праці, який виготовлений для обміну та продажу. Серійні номери є запобіжним фактором проти зловмисників та контрафактної продукції. За ними можна ідентифікувати всі викрадені та підроблені товари. В банкнотах та інших цінних паперах серійні номери виконують функцію відстеження фальшування.
Вони цінні в контролі якості, адже виявлений дефект у виробництві конкретної партії продукту визначається саме за серійними номерами.

### Серійні номери для нематеріальних активів
Серійні номери можуть бути використані для ідентифікації окремих фізичних чи нематеріальних об'єктів (наприклад, комп'ютерна програма або онлайн-гра). Мета і застосування відрізняється. Серійний номер програмного забезпечення, в іншому випадку називається ключ продукту, як правило, не вбудований в програмне забезпечення, але призначається на конкретного користувача з правом на використання програмного забезпечення. Програмне забезпечення буде функціювати, тільки тоді, якщо потенційний користувач вводить дійсний код продукту. Переважна більшість можливих кодів відхиляється програмним забезпеченням. Якщо неавторизований користувач не може бути виявлений у використанні програмного забезпечення, то авторизований користувач може бути ідентифікований за кодом. Це, як правило, неможливо, для неавторизованого користувача, адже щоб вгадати правильний, незайнятий код, йому доведеться використати безліч можливих кодів, або зламувати програмне забезпечення. Використання нерозподілених кодів можна контролювати, якщо програмне забезпечення з'єднується через Інтернетз вебсторінкою виробника.

## Інші види використання терміна
Термін «серійний номер» іноді використовується для кодів, які не ідентифікують один примірник чогось. Наприклад, Міжнародний стандартний серійний номер або ISSN використовується на журналах та інших періодичних виданнях, еквівалентно Міжнародний стандартний номер книги (ISBN) застосовується до книг, серійно призначених не для кожного окремого примірника, а для всіх виданих примірників. Вона бере свою назву від терміна бібліотечна справа, де використання слова «серійний» означає періодичний.
В Сертифікатах та Державних свідоцтвах широко застосовує криптографія. Це своєрідне математичне забезпечення конфіденційності, цілісності і автентичності інформації.

### Використання у військових і урядових справах
Термін «серійний номер» також використовується у військових формуваннях як альтернатива до виразу «номер служби». У військово-повітряних силах серійний номер використовується для однозначної ідентифікації окремих повітряних суден і, як правило, написаний на обох сторонах фюзеляжу літака, частіше в ділянці хвостової частини, хоча в деяких випадках серійний номер написаний на стороні плавника / керма літаків. Через це, серійний номер іноді називають «бортовий номер».
У Великій Британії індивідуальна серія складається з двох букв, за якими йдуть три цифри, наприклад, BT308 — прототип Avro Lancaster, або XS903, який було засновано на ВВС Binbrook. Під час Другої світової війни якщо винищувач РАФ мав додаток до серії у вигляді «/G» (для «охорони»), це характеризувало те, що літак високотехнічно оснащений, наприклад, LZ548/G — прототипу De Havilland DH.100 Vampire, або «ML926/G»  — De Havilland Mosquito XVIDe Havilland Mosquito експериментально оснащені H2S радарами.
У 2009 році FDA США опублікували настанову для фармацевтичної промисловості, яка мала використовувати серійні номери на пакуванні наркотиків. Цей захід дозволив підвищити відстеження препаратів і запобігти підробкам.

### Ідентифікація колісних транспортних засобів
Одними із найбільш інформаційних є серійні номери колісних транспортних засобів - так звані ідентифікаційні номери транспортних засобів (VIN-коди). 
Нанесений на транспортний засіб, VIN-код містить інформацію про:
- частину світу та державу, у якій його було виготовлено чи складено;
- завод-виробник чи складальний завод;
- розмір серії та/або обсяги виробництва (дрібносерійне - до 500 примірників на рік, чи більше тощо);
- тип транспортного засобу, у якому зашифровані торгова марка, модель та/або модифікація;
- типи та/або моделі чи модифікації двигуна, кузова, спеціальне обладнання (наприклад, мішки чи паски безпеки тощо) та інші особливості (за бажанням виробника);
- рік виробництва;
- складальний завод, де транспортний засіб було остаточно зібрано;
- порядковий номер в межах серії тощо.

## Арифметика серійних номерів
Серійні номери часто використовуються в мережевих протоколах. Тим не менше, більшість порядкових номерів в комп'ютерних протоколах обмежуються фіксованим числом бітів, тож було запроваджене вторинне використання номерів. Таким чином, останнім часом серійні номери, яким не вистачило всіх варіантів, можуть дублювати дуже старі серійні номери. Щоб уникнути плутанини з не унікальними номерами, RFC 1982, «Арифметика серійних номерів» визначає особливі правила для розрахунків, пов'язаних з цими видами серійних номерів.